# Robert B. Westbrook
Robert Brett Westbrook (Austin, Minnesota, 6 de septiembre de 1950) es un historiador estadounidense y catedrático de Historia de la Universidad de Rochester. 
Westbrook es considerado el «mejor historiador estadounidense del pragmatismo».

## Biografía
Tras licenciarse summa cum laude de la Universidad de Yale, y obtener su doctorado en la de Stanford, Westbrook dio clases en el prestigioso Scripps College y en Yale. Su primer libro, John Dewey and American Democracy, basado en su tesis doctoral, es considerado la biografía más importante  sobre el filósofo del pragmatismo John Dewey.

## Obras
- John Dewey and American Democracy. Stanford University (1980) ISBN 9780801481116 (reeditado por Cornell University Press, 1993, ISBN 9780801481116) En Google Books
- «An Innocent Abroad? John Dewey and International Politics», Ethics & International Affairs, vol. 7 (1993)
- «John Dewey», Perspectivas: revista trimestral de educación comparada (París, UNESCO: Oficina Internacional de Educación), vol. XXIII, nos 1-2, pp. 289-305. (1993)
- In Face of the Facts: Moral Inquiry in American Scholarship. Cambridge University Press (2002) ISBN 9780521628877 - (editores: Richard Wightman Fox, Robert B. Westbrook)
- Democratic Hope: Pragmatism and the Politics of Truth. Cornell University Press (2005) ISBN 9780801428333 En Google Books
- Why We Fought: Forging American Obligations in World War II, HarperCollins, ISBN 9781588341303 (2004)
- Democratic Hope: Pragmatism and the Politics of Truth. Ithaca & London: Cornell University Press (2005)